# Carnotov ciklus
Svaki termodinamički sustav postoji u određenom stanju. Kad sustav prođe kroz niz različitih stanja, te se vrati u početno, kaže se da je obavio kružni proces. Tijekom kružnog procesa sustav može predati rad okolini, te tako djelovati kao toplinski motor. Carnotov ciklus je kružni proces kojeg je osmislio Nicolas Léonard Sadi Carnot 1824 godine i kasnije proširio Paul Émile Clapeyron 1830-ih i 40-ih godina. Sustav koji radi po Carnotovom kružnom ciklusu je hipotetički Carnotov toplinski motor. Toplinski motor prenosi energiju iz toplijeg (ogrjevnog) spremnik u hladniji (rashladni) spremnik, te pritom dio te energije pretvara u mehanički rad. Ciklus se također može obrnuti. Sustavu se može dovoditi rad izvana, te se on onda ponaša kao toplinska pumpa (dizalica topline). Carnotov ciklus je kružni proces s najvišim stupnjem korisnosti, odnosno najveći dio primljene topline pretvara u rad, te najveći dio rada iskorištava za dizanje topline.

## Carnotov ciklus
Kada se Carnotov ciklus ponaša kao toplinski motor sastoji se od sljedećih promjena stanja:
1. Ravnotežne izotermne ekspanzije plina pri temperaturi ogrjevnog spremnika TH (izotermno dovođenje topline). Tijekom ove promjene stanja (promjena od A do B na slici 1) sustav predaje rad okolini. Plin ekspandira zbog primitka topline Q1 iz ogrjevnog spremnika.
2. Izentropske (ravnotežna adijabata) ekspanzije plina (dobiveni izentropski rad). Tijekom ove promjene stanja (promjena od B do C na slici 1) sustav je toplinski izoliran od okoline, te niti prima niti predaje toplinu. Plin nastavlja ekspandirati, predajući pritom rad okolini. Ta ekspanzija uzrokuje hlađenje plina do temperature rashladnog spremnika TC.
3. Ravnotežne izotermne kompresije plina pri temperaturi rashladnog spremnika, TC (izotermno odvođenje topline) (promjena od C do D na slici 1). Ovdje okolina vrši rad na sustavu, te uzrokuje da količina topline Q2 prijeđe iz sustava na rashladni spremnik.
4. Izentropska kompresija plina (uloženi izentropski rad) (promjena od D do A na slici 1). I ovdje je sustav toplinski izoliran od okoline. Tijekom ove promjene stanja okolina vrši rad na plinu, komprimirajući ga, te uzrokujući da temperatura poraste na TH. U tom trenutku plin je u istom stanju kao i na početku.

## Svojstva i značenje

### Dijagram temperatura - entropija
Ponašanje Carnotovog motora ili hladnjaka najbolje se opisuje korištenjem dijagrama temperatura – entropija, u kojem je termodinamičko stanje sustava definirano točkom na grafu s entropijom na apcisi i termodinamičkom temperaturom na ordinati. Za jednostavan sustav s određenim brojem čestica, bilo koja točka grafa će predstavljati određeno stanje sustava. Termodinamički proces će biti predstavljen krivuljom koja povezuje početno stanje (A) i konačno stanje (B). Površina ispod krivulje će biti:
{\displaystyle Q=\int _{A}^{B}T\,dS\quad \quad (1)}
što je iznos topline prenesen u procesu. Ako proces ide prema višoj entropiji, površina ispod krivulje će biti količina topline koju je sustav primio u tom procesu. Ako proces ide prema nižoj entropiji, bit će iznos odvedene topline. Za svaki kružni proces postojat će gornji i donji dio ciklusa. Za desnokretni proces, površina ispod gornjeg dijela će biti dovedena toplina tijekom ciklusa, a površina ispod donjeg dijela toplina odvedena tijekom ciklusa. Površina unutar ciklusa će predstavljati njihovu razliku, ali kako je promjena unutrašnje energije kod kružnog procesa jednaka nuli, znači da će razlika predstavljati količinu rada koji je sustav izvršio. Gledajući sliku 2, matematički, za povrativ proces možemo napisati da je količina rada u jednom ciklusu jednaka:
{\displaystyle W=\oint PdV=\oint (dQ-dU)=\oint (TdS-dU)\quad \quad \quad \quad (2)}
Budući da je dU totalni diferencijal, integral po zatvorenoj krivulji je nula, slijedi da je površina unutar krivulje u T-S dijagramu jednaka radu koji je od sustava odveden ako se radi o desnokretnom procesu, odnosno radu koji je sustavu doveden ako se radi od ljevokretnom procesu.

### Carnotov ciklus
Rješenje gornjeg integrala je posebno jednostavno ako se radi o Carnotov ciklusu. Količina energije pretvorena u rad je:
{\displaystyle W=\oint PdV=(T_{H}-T_{C})(S_{B}-S_{A})}
Ukupna količina topline prenesena između ogrjevnog spremnika i sustava će biti:
{\displaystyle Q_{H}=T_{H}(S_{B}-S_{A})\,}
i ukupna količina topline prenesena između sustava i rashladnog spremnika:
{\displaystyle Q_{C}=T_{C}(S_{B}-S_{A})\,}.
Stupanj korisnosti {\displaystyle \eta } je definiran:
{\displaystyle \eta ={\frac {W}{Q_{H}}}=1-{\frac {T_{C}}{T_{H}}}\quad \quad \quad \quad \quad \quad \quad \quad \quad (3)}
gdje
{\displaystyle W} je rad koji je obavio sustav (energija postoji u sustavu kao rad),
{\displaystyle Q_{H}} je toplina dovedena sustavu (toplina koja ulazi u sustav),
{\displaystyle T_{C}} je apsolutna temperatura rashladnog spremnika, i
{\displaystyle T_{H}} je apsolutna temperatura ogrjevnog spremnika
{\displaystyle S_{B}} je maksimalna entropija sustava
{\displaystyle S_{A}} je minimalna entropija sustava
Stupanj korisnosti ima smisla za toplinske motore, jer je omjer mehaničkog rada i topline dovedene iz ogrjevnog spremnika.

### Carnotov teorem
Iz gornjeg dijagrama se može vidjeti da niti jedan kružni proces koji radi između temperatura {\displaystyle T_{G}} and {\displaystyle T_{H}} ne može premašiti stupanj korisnosti Carnotovog ciklusa.
Carnotov teorem kaže: Niti jedan stroj koji radi između dva toplinska spremnika ne može biti učinkovitiji od Carnotova stroja između tih istih spremnika. Stoga jednadžba 3 daje maksimalni mogući stupanj djelovanja za bilo koji motor koji radi između tih temperatura. Logična posljedica Carnotovog teorema je: Svi povrativi strojevi koji rade između istih toplinskih spremnika imaju jednaki stupanj korisnosti. Ako desnu stranu jednadžbe napišemo malo drugačije, vidimo da je teoretski maksimalan stupanj korisnosti jednak razlici temperatura ogrjevnog i rashladnog spremnika podijeljenom s temperaturom ogrjevnog spremnika. Termodinamička temperatura se dobije ako temperaturi u stupnjevima Celsiusa dodamo 273,15. Iz formule se vidi zanimljiva činjenica. Snižavanje temperature rashladnog spremnika će imati veći utjecaj na maksimalni stupanj djelovanja nego povišenje temperature ogrjevnog spremnika za isti iznos. U stvarnom svijetu to je teško ostvariti, jer je rashladni spremnik najčešće okoliš.

### Stupanj korisnosti realnih toplinskih motora
Carnot je uvidio da u stvarnosti nije moguće napraviti termodinamički povrativ motor, tako da realni toplinski motori imaju manji stupanj korisnosti od one u jednadžbi 3. Unatoč tome, jednadžba 3 je jako važna jednadžba za određivanje maksimalnog stupnja korisnosti koji se može ostvariti između zadanih toplinskih spremnika.
Iako je Carnotov ciklus idealizacija, izraz za Carnotov stupanj korisnosti je svejedno jako koristan. Temperature, 
{\displaystyle \langle T_{H}\rangle ={\frac {1}{\Delta S}}\int _{Q_{in}}TdS}
{\displaystyle \langle T_{C}\rangle ={\frac {1}{\Delta S}}\int _{Q_{out}}TdS}
su prosječne temperature pri kojima se toplina dovodi odnosno odvodi. U jednadžbi (3) tako možemo zamijeniti TH i TC sa <TH> i<TC>
Za Carnotov ciklus ili njegov ekvivalent <TH> je najviša moguća temperatura, a <TC> najniža. Za cikluse s manjim stupnjem korisnosti <TH> će biti niža od TH i <TC> će biti viša od TC. Ovo može pomoći pri razumijevanju zašto, primjerice pregrijač ili regenerator može poboljšati stupanj korisnosti.

## Vanjske poveznice
- Kružni procesi članak o kružnim procesima sa stranice Fakulteta strojarstva i brodogradnje u Zagrebu.